# Orren C. Moore

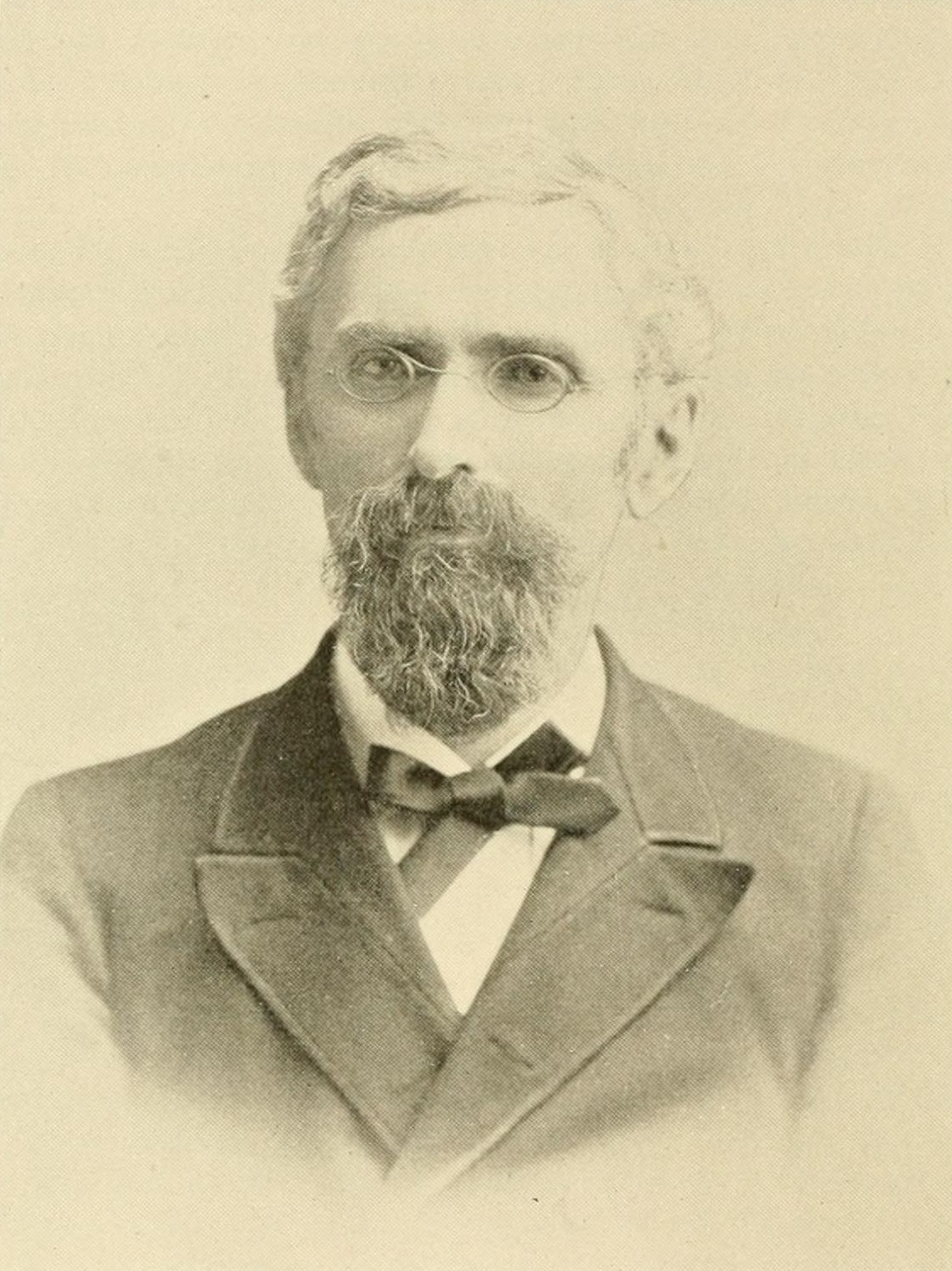
Orren C. Moore

Orren Cheney Moore (* 10. August 1839 in New Hampton, Belknap County, New Hampshire; † 12. Mai 1893 in Nashua, New Hampshire) war ein US-amerikanischer Politiker. Zwischen 1889 und 1891 vertrat er den Bundesstaat New Hampshire im US-Repräsentantenhaus.

## Werdegang
Orren Moore besuchte die öffentlichen Schulen seiner Heimat und absolvierte anschließend eine Lehre im Druckerhandwerk. Danach wurde er journalistisch tätig. Im Jahr 1869 gründete er die Zeitung „Nashua Daily Telegraph“. Politisch war er Mitglied der Republikanischen Partei. Zwischen 1863 und 1878 saß er mehrfach als Abgeordneter im Repräsentantenhaus von New Hampshire. Im Jahr 1878 gehörte er der Steuerkommission seines Staates an; zwischen 1879 und 1881 war er Mitglied des Staatssenats. 1887 wurde er nochmals in das Repräsentantenhaus seines Staates gewählt. Von 1884 bis 1888 leitete Moore den Eisenbahnausschuss von New Hampshire.
1888 wurde Moore im zweiten Kongresswahlbezirk von New Hampshire in das US-Repräsentantenhaus in Washington, D.C. gewählt. Dort trat er am 4. März 1889 die Nachfolge von Jacob Harold Gallinger an. Da er aber bei den Wahlen des Jahres 1890 dem Demokraten Warren F. Daniell unterlag, konnte er bis zum 3. März 1891 nur eine Legislaturperiode im Kongress absolvieren. Nach dem Ende seiner Zeit im Repräsentantenhaus nahm Moore seine alten journalistischen Tätigkeiten wieder auf. Er starb im Mai 1893 in Nashua.